# Vozarci
Vozarci (kyrill. Возарци) ist ein Dorf im nördlichen Teil der mazedonischen Gemeinde Kavadarci. Es liegt am rechten Ufer der Crna Reka.
In Vozarci leben ungefähr 910 Einwohner. Die allermeisten sind Mazedonier, einige wenige Serben.